# Niemysłów
Niemysłów is een dorp in het Poolse woiwodschap Łódź, in het district Poddębicki. De plaats maakt deel uit van de gemeente Poddębice en telt 390 inwoners.